# 득장선
득장선(得將線)은 평안남도 북창군에 있는 북창역과 석산역을 연결하는, 조선민주주의인민공화국의 철도 노선이다.

## 노선 정보
- 구간과 거리 : 북창역~석산역
- 역 수 : 5개(양단역 포함)
- 궤도 간격 : 1435mm(표준궤)
- 전철화 구간 : 전구간(직류 3000V)
- 복선 구간 : 없음

## 역 목록
| 역이름     | 영업 거리 (km) | 접속노선       | 소재지          |
| ---------- | -------------- | -------------- | --------------- |
| 북창(北倉) | 0.0            | 평덕선, 관하선 | 평안남도 북창군 |
| 양촌(陽村) |                |                | 평안남도 북창군 |
| 룡산(龍山) |                |                | 평안남도 북창군 |
| 득장(得將) |                | 명학선         | 평안남도 북창군 |
| 석산(石山) |                |                | 평안남도 북창군 |